# Naoutchnyï
Naoutchnyï (en ukrainien : Научний) ou Naoutchny (en russe : Научный ; en tatar de Crimée : Nauçnıy) est une commune urbaine ukrainienne de la république autonome de Crimée, en Ukraine, occupée par la Russie depuis 2014. Sa population s'élevait à 783 habitants en 2013.

## Géographie
Naoutchnyï s'étend sur 92,6 ha, sur le versant nord des monts de Crimée, à une dizaine de kilomètres à l'est de la ville de Bakhtchyssaraï. Par la route, elle est distante de 25 km de Bakhtchyssaraï et de 32 km de Simferopol.

## Histoire
La fondation de Naoutchnyï est liée à celle de l'Observatoire d'astrophysique de Crimée, dont la construction démarra en 1946. Trois ans plus tard, le premier télescope commença à fonctionner.
Naoutchnyï a le statut de commune urbaine depuis 1957 et dépend administrativement de la ville de Bakhtchyssaraï.

## Population
Recensements (*) ou estimations de la population :
| 1959* | 1970* | 1979* | 1989* | 2001* |
| ----- | ----- | ----- | ----- | ----- |
| 528   | 686   | 990   | 1 157 | 926   |

| 2009 | 2010 | 2011 | 2012 | 2013 |
| ---- | ---- | ---- | ---- | ---- |
| 809  | 810  | 821  | 807  | 783  |